# Fire in the House
«Fire in the House» es una canción de la banda inglesa de música indie Hard-Fi.
Es el segundo sencillo extraído de su tercer álbum de estudio Killer Sounds.
Este track fue coproducido por Stuart Price y por el cantante de la banda, Richard Archer. Fue lanzado como sencillo el 7 de agosto de 2011 en formato digital y debutó en la posición #170 en el UK Singles Chart.

## Lista de canciones
CD sencillo
1. Fire in the House – 3:43

Descarga digital/Promo
1. Fire in the House (Tiësto Remix) – 5:34
2. Fire in the House (Planet Of Sound Remix) – 7:44
3. Fire in the House (Amateur Best Remix) – 3:30
4. Good for Nothing (Mark Knight Remix) – 7:58
5. Good for Nothing (Wilkinson Remix) – 4:16
6. Good for Nothing (Wrongtom Remix) – 3:33
7. Fire in the House – 4:17
8. Give It Up – 3:43
9. Love Song – 3:16
10. Stay Alive – 3:46

## Video musical
El video fue grabado en Trinidad con el director Ben Crook, habitual colaborador de la banda inglesa.